# Madisen Beaty
Madisen Beaty (Centennial, 28 febbraio 1995) è un'attrice statunitense.

## Biografia
Ha iniziato a recitare a 11 anni, nel 2006, ma è anche nota per aver recitato in Il curioso caso di Benjamin Button, nella parte di Cate Blanchett all'età di 10 anni (suo primo ruolo cinematografico), e nel 2012 in The Master.

## Filmografia

### Cinema
- Il curioso caso di Benjamin Button (The Curious Case of Benjamin Button), di David Fincher (2008)
- The Master, di Paul Thomas Anderson (2012)
- L'A.S.S.O. nella manica (The DUFF), regia di Ari Sandel (2015)
- Other People, regia di Chris Kelly (2016)
- Outlaws and Angels, regia di JT Mollner (2016)
- C'era una volta a... Hollywood (Once Upon a Time in... Hollywood), regia di Quentin Tarantino (2019)

### Televisione
- Il patto (Pregnancy Pact), regia di Rosemary Rodriguez – film TV (2010)
- NCIS - Unità anticrimine (NCIS) – serie TV, episodio 8x05 (2010)
- The Fosters- serie TV (2013-2015)
- The Magicians – serie TV (2018-2019)

## Doppiatrici italiane
Nelle versioni in italiano delle opere in cui ha recitato, Madisen Beaty è stata doppiata da:
- Lucrezia Marricchi ne Il curioso caso di Benjamin Button, C'era una volta a... Hollywood
- Letizia Ciampa in The Master
- Giulia Franceschetti in NCIS - Unità anticrimine
- Mattea Serpelloni in Other People
- Lavinia Paladino in Strange Darling